# Ingeborg Seynsche

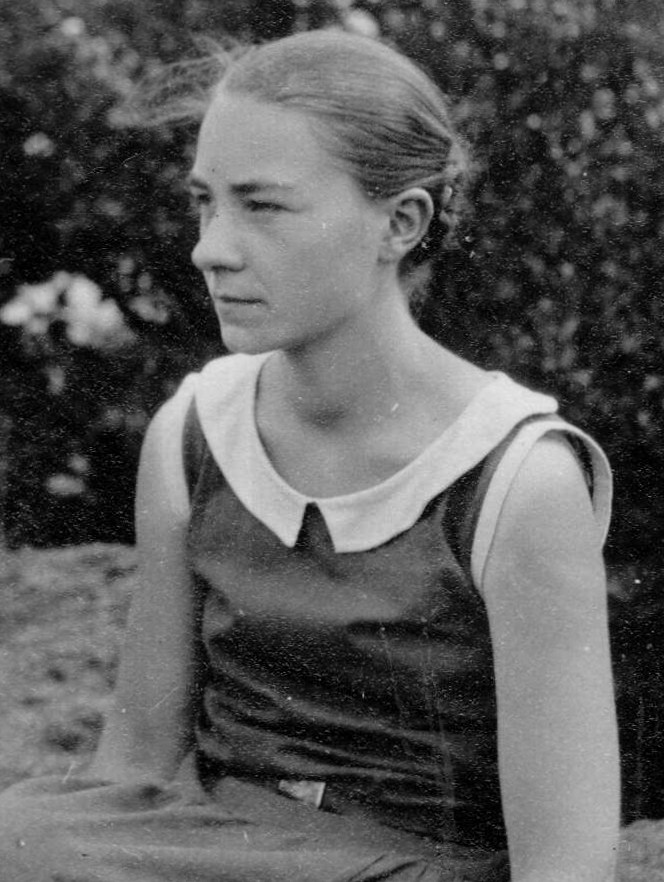
Ingeborg Seynsche (1930)

Martha Mechthild Ingeborg Seynsche (nach ihrer Heirat Ingeborg Hund; * 21. Oktober 1905 in Barmen; † 27. Juni 1994 in Göttingen) war eine deutsche Mathematikerin. Sie war eine der ersten Frauen, die mit einem mathematischen Thema in Göttingen promovieren konnte.

## Leben

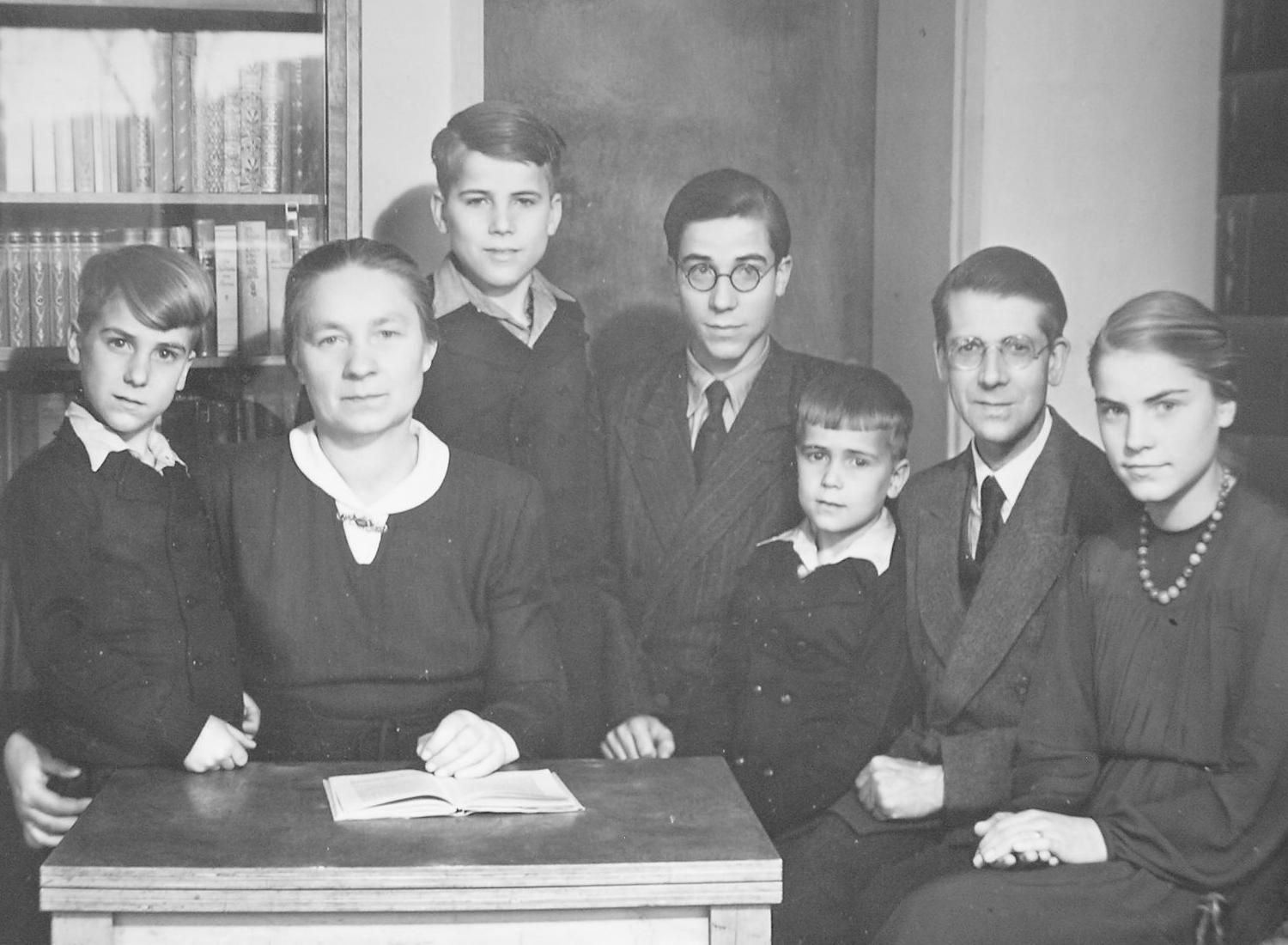
Ingeborg und Friedrich Hund mit fünf Kindern, 1950

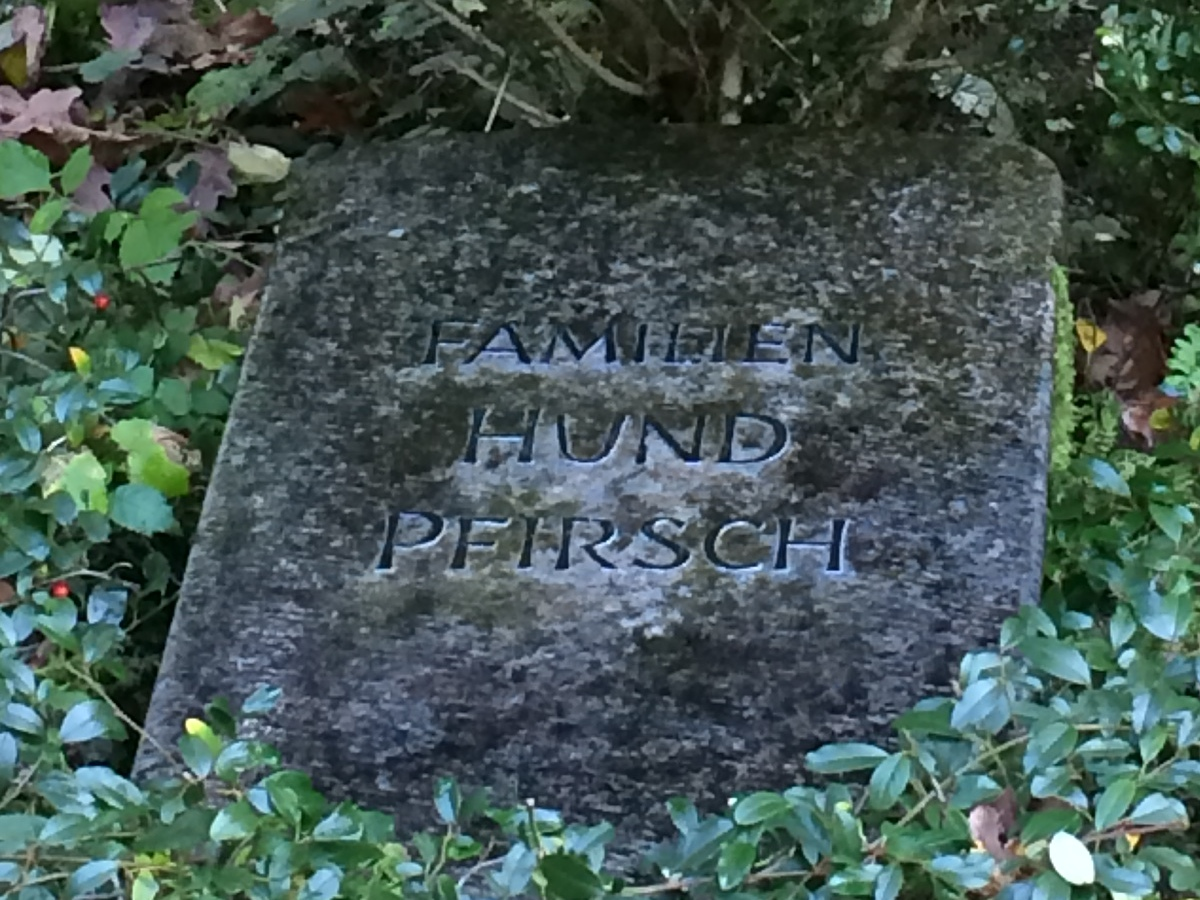
Grabstätte der Familien Hund und Pfirsch auf dem Münchner Waldfriedhof

Ihr Vater Johannes Seynsche (1857–1925) war Professor und Oberstudienrat an der Unterbarmer Höheren Mädchenschule. Ihre Mutter war Anna Seynsche (1882–1943), geborene Limbach. Das Abitur bestand sie Ostern 1924 in Unterbarmen. 
Anschließend studierte sie in Marburg und Göttingen und bestand 1929 das erste Staatsexamen in Reiner und Angewandter Mathematik sowie in Physik.
Seynsche war tätig als Assistentin am Mathematischen Institut in Göttingen, wo sie 1929 bei einer Veranstaltung den Physiker Friedrich Hund kennenlernte. Sie promovierte 1930 noch mit der Arbeit Zur Theorie der fastperiodischen Zahlenfolgen bei Richard Courant und Harald Bohr, verzichtete nach ihrer Heirat 1931 aber auf weitere Berufstätigkeit zugunsten einer Familie. 1931 erschien noch die gemeinsam mit Alwin Walther verfasste Arbeit Schaubilder für die Annäherung durch Kugelfunktionen.

## Familie
Ingeborg Seynsche heiratete Friedrich Hund am 17. März 1931 in Barmen. Das Ehepaar Hund hatte sechs Kinder: Gerhard (1932–2024), Dietrich (1933–1939), Irmgard (* 1934), Martin (1937–2018), Andreas (* 1940) und Erwin (1941–2022). Die Schachgroßmeisterin Barbara Hund ist ihre Enkelin.
Die letzte Ruhestätte von Ingeborg Hund befindet sich auf dem Münchner Waldfriedhof, wo auch ihr Ehemann und seine Schwester Gertrud sowie ihr Schwiegersohn Dieter Pfirsch begraben sind.

## Literatur

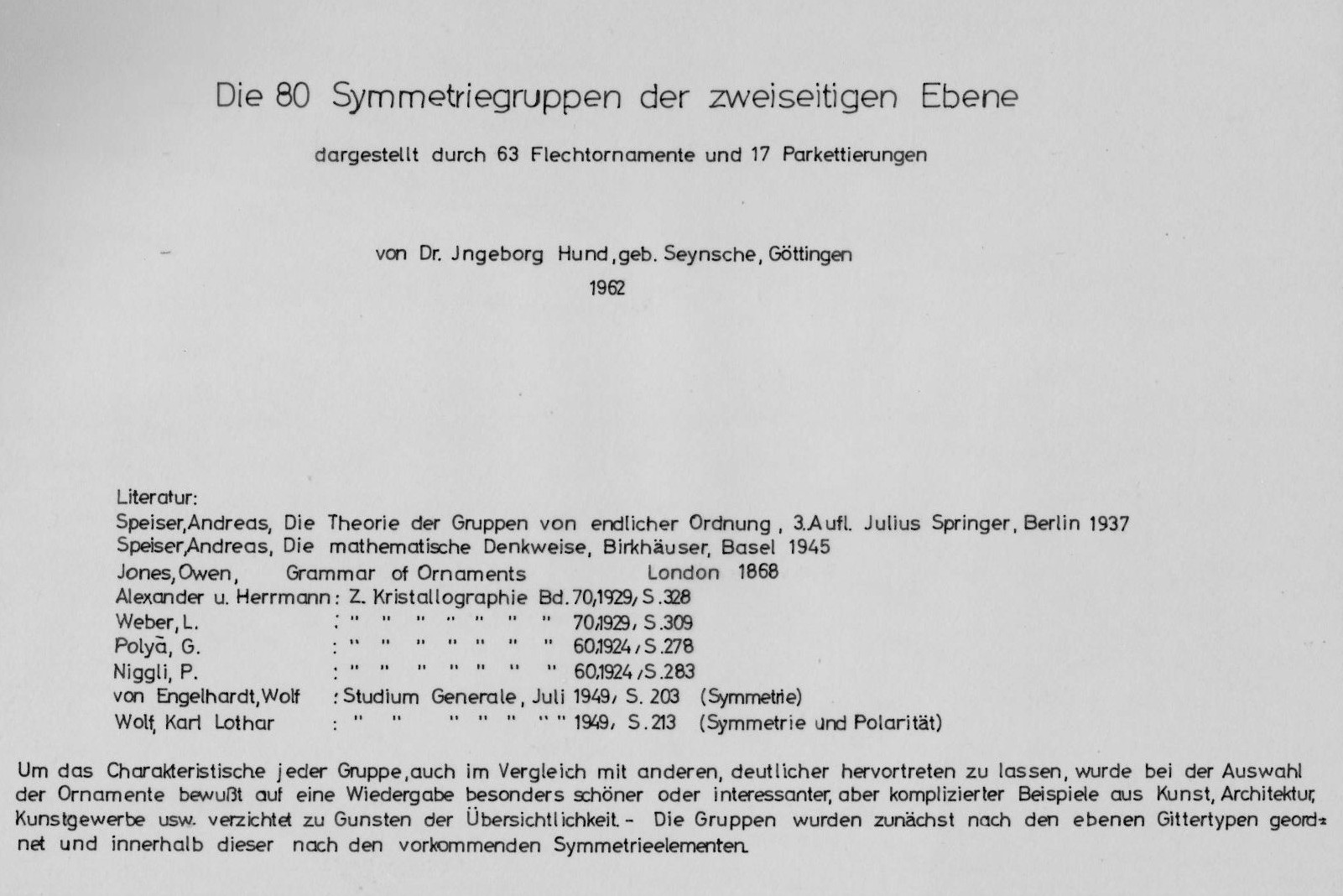
Seite 1 des 15-seitigen Manuskriptes der Arbeit „Die 80 Symmetriegruppen der zweiseitigen Ebene“, das Ingeborg Seynsche
1962 in Göttingen erstellte.